# „Bóg objawiony w ciele” (1 Tm 3,16)
„Bóg objawiony w ciele” (gr. θεός ἐφανερώθη ἐν σαρκί) – wariant tekstowy występujący w 1 Tm 3,16, w późnych greckich rękopisach Nowego Testamentu. Prawdopodobnie powstał w III wieku przez przypadek, motywowany potrzebami ortografii, bądź miał na celu podkreślenie boskości Chrystusa. W XVI wieku wszedł do Textus receptus i był obecny w niemal wszystkich wydaniach Nowego Testamentu przez kilka kolejnych wieków. Od wieku XVIII wariant ten stał się przedmiotem batalii dogmatycznej. Krytycy tekstu kwestionowali jego autentyczność, narażając się na zarzut wspierania unitarianizmu. Ostatecznie jednak od końca XIX wieku uznaje się za autentyczny wariant „który został objawiony w ciele” (ὅς ἐφανερώθη ἐν σαρκί) wspierany przez wcześniejsze rękopisy oraz przekłady. Obrona wariantu uznawanego za potwierdzający boskość Chrystusa jest jednak nadal prowadzona przez zwolenników odrzuconego Textus receptus.

## Starożytność i wczesne średniowiecze

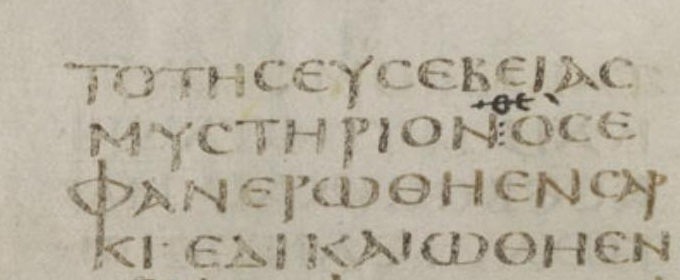
Kodeks Synajski, druga linijka, u góry nadpisane ΘΣ

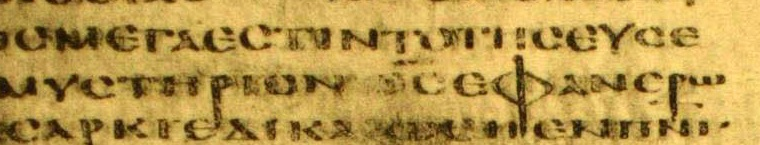
Kodeks Aleksandryjski, środek drugiej linijki

Kodeks Synajski (IV wiek), najstarszy grecki rękopis Nowego Testamentu przekazujący tekst 1. Listu do Tymoteusza, przekazuje wariant ὅς (który) i tym samym fraza 1 Tm 3,16 uzyskuje znaczenie „który został objawiony w ciele”. Wariant ten wspierają rękopisy V wieku Kodeks Aleksandryjski i Kodeks Efrema, oraz późniejsze: Kodeks Augiański, Kodeks Boerneriański, 17, 33, 365, 442, 1175, 2127 oraz lekcjonarz 599 przekazują wariant. Wariant ten wspierany jest przez starożytne przekłady: syryjskie, gocki, etiopski, koptyjskie. Z Ojców Kościoła stosują go Orygenes, Epifaniusz, Hieronim, Teodoret, Cyryl, Liberatus.
Kodeks z Clermont przekazuje wariant ὅ (które), odnosząc go do μυστηριον (tajemnica) z poprzedniej frazy. Całość uzyskuje sens – „wielka jest tajemnica pobożności, która została objawiona w ciele”. Wariant wspierany jest przez przekłady starołacińskie, Wulgatę oraz niektórych łacińskich Ojców Kościoła, jak Ambroży, Pelagiusz i Augustyn. Wariant ten w sposób pośredni przemawia na rzecz ὅς, jako wariantu pierwotnego. Wariant ten powstał w wyniku świadomej zmiany dla uzyskania większej poprawności gramatycznej dla całego ustępu, zbagatelizowano natomiast kontekst, który wyraźnie wskazuje na Chrystusa. Jest on charakterystyczny dla tekstu zachodniego.
Peszitta stosuje zaimek względny , który może być odpowiednikiem zarówno dla greckiego ὅς jak ὅ.
Rękopis 061 przekazuje wariant ω (któremu) i cała fraza uzyskuje znaczenie „któremu została objawiona w ciele”.
Wariant ὅς traktowany jest jako oryginalny ze względu na oparcie w starożytnych rękopisach oraz przekładach. Badacze hymnów chrystologicznych zauważyli ponadto, że starożytne wyznania wiary zazwyczaj zaczynają się od zaimka względnego, czego przykłady znajdujemy w Flp 2,6 i Kol 1,15.

## Wariant θεός

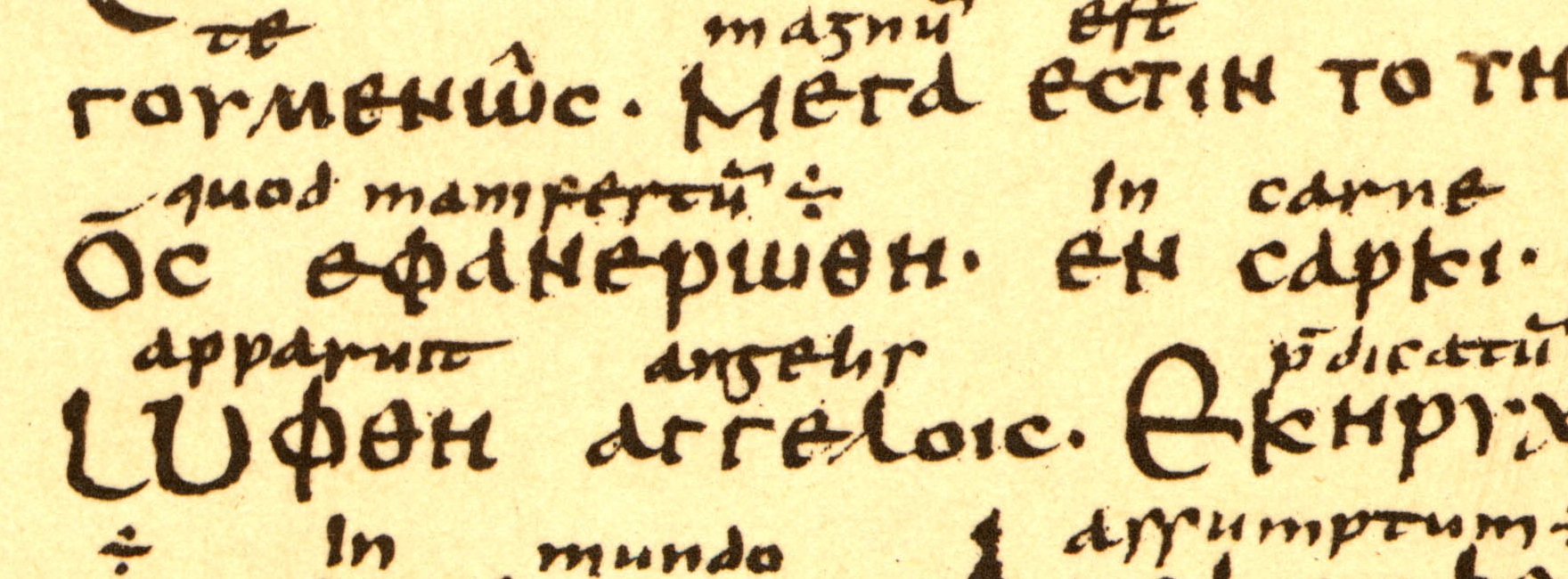
Codex Boernerianus, druga grecka linijka, z lewej

Jednym z najstarszych rękopisów greckich stosujących wariant θεός ἐφανερώθη (Bóg został objawiony) jest Kodeks Athous Lavrensis datowany na koniec IX wieku lub początek X wieku. Wariant ten wspiera większość późnych rękopisów, do ważniejszych należą: Kodeks Moskiewski, Angelicus, Porphyrianus, 075, 0150, 6, Minuskuł 81, 104, 181, 326, 330, 436, 451, 614, 629, 630, 1241, 1505, 1739, 1877, 1881, 1962, 1984, 1985, 2492, 2495, rękopisy bizantyjskiej tradycji tekstualnej, lekcjonarze.
U Ojców Kościoła wariant ten pojawia się w IV wieku. Stosowali go: Grzegorz z Nyssy, Dydym, Jan Chryzostom, Teodoret, Eutaliusz oraz późni Ojcowie.
Kodeks Synajski został poprawiony przez korektora e w XII wieku. Tekst Kodeksu Aleksandryjskiego, Efrema i Kodeksu z Clermont również był modyfikowany przez korektorów. Zmiana ta uzgadniała tekst starożytnych rękopisów z tekstem normatywnym i była motywowana przesłankami natury dogmatycznej – Bóg dokonał inkarnacji.
Wariant θεός ἐφανερώθη mógł powstać przez przypadek, gdy ΟΣ błędnie zostało odczytane jako ΘΣ, tj. jako skrót od θεός (patrz nomina sacra). Mogła to być jednak także zmiana dokonana w pełni świadomie, mająca na celu dostarczenie rzeczownika dla sześciu następujących czasowników i tym samym motywowana potrzebami ortografii. Zdaniem Metzgera zachodzi też niewielkie prawdopodobieństwo, że zmiana była motywowana pobudkami natury dogmatycznej.
Bart D. Ehrman jest zdania, że wariant powstał najpóźniej w III wieku, miał antyadopcjonistyczne podłoże, a jego celem było podkreślenie boskości Chrystusa.

## Tekst drukowany

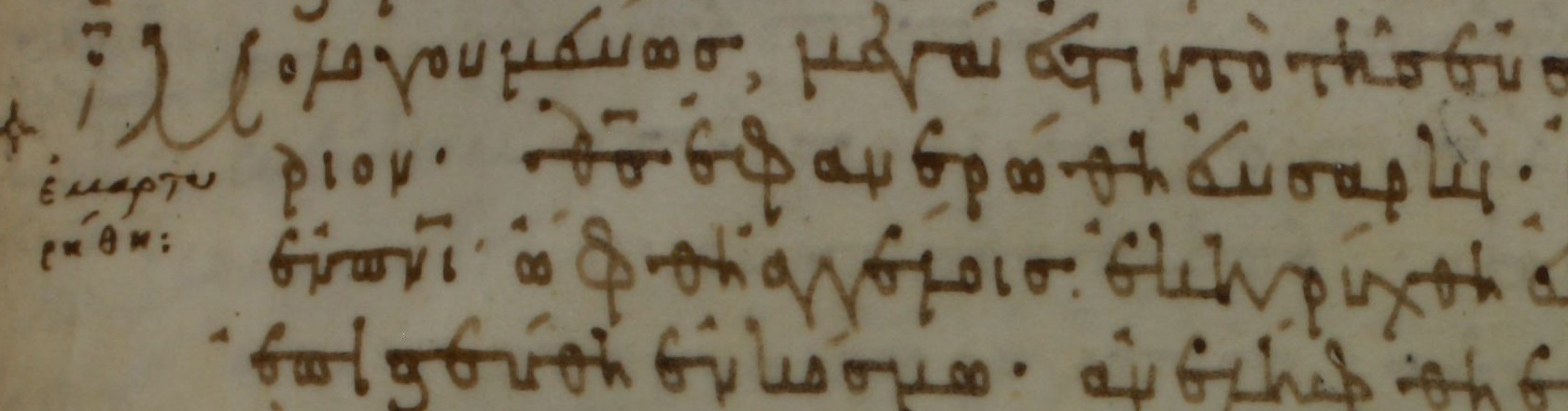
Minuskuł 1424, IX/X wiek, wariant „Bóg objawiony” (druga linijka)

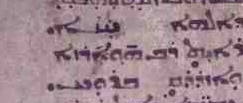
Kodeks Kaburis, wariant „który został objawiony” (druga linijka)

Wariant „Bóg objawiony” został przyjęty w pierwszych drukowanych wydaniach greckiego Nowego Testamentu (Textus receptus), a za ich pośrednictwem wszedł do nowożytnych przekładów Nowego Testamentu. Ludolf Küster, wydając drugie i uzupełnione wydanie Novum Testamentum Milla, zastosował wariant zgodny z Textus receptus, jednak w przypisie wyliczył rękopisy oraz świadectwa Ojców Kościoła opowiadających się za wariantem ὅς ἐφανερώθη.
Isaac Newton napisał dzieło „An Historical Account of Two Notable Corruptions of Scripture”, w którym odrzuca dwa warianty Textus receptus – Comma Johanneum i θεός ἐφανερώθη z 1 Tm 3,16. Newton nie odważył się opublikować tego dzieła, obawiając się zarzutów o wspieranie unitarianizmu, w 1690 roku przesłał jego rękopis Johnowi Locke (New College, Oxford, MS. 361(4)). Następnie zasugerował mu, aby dzieło to przełożyć na język francuski i wydać we Francji. Locke przesłał rękopis do Jeana Le Clerc z prośbą opublikowania go. Ten zasugerował, by Newton najpierw się zapoznał z pracą Simona „Histoire critique du texte du Nouveau Testament”. Newton zastosował się do rady i zrewidował swoją pracę. Le Clerk przełożył tekst na łacinę i przygotowywał go do druku. W ostatniej chwili Newton zmienił zdanie i prosił, by zrezygnować z jego publikacji. Dzieło zostało wydane dopiero w 1754 roku, 27 lat po jego śmierci, zaś oryginalny rękopis – w 1785 roku.
Wettstein, duchowny i teolog z Bazylei, podczas studiowania Kodeksu Aleksandryjskiego zauważył, że ligatura nad literami theta i sigma nadpisana została innym atramentem i inną ręką. Ponadto pozioma kreska wewnątrz litery theta nie była częścią tej litery, lecz plamką przebijającą się z drugiej strony karty pergaminu. Oznacza to, że w tym miejscu rękopisu Chrystus nie został nazwany Bogiem. W 1730 roku wydał „Prolegomena ad Novi Testamenti Graeci”, w którym to dziele opowiedział się za wariantem ὅς ἐφανερώθη, a ponadto przeciwko autentyczności Comma Johanneum oraz brzmieniu tekstu Dz 20,28 mówiącego o boskości Chrystusa. Wariant ten zaczerpnął z Kodeksu Aleksandryjskiego i Kodeksu Efrema. Wkrótce po ukazaniu się Prolegomeny zarzucono mu socynianizm, wydalony został ze stanu duchownego i musiał przenieść się do Amsterdamu. W latach 1751–1752 opublikował w Amsterdamie opracowany przez siebie tekst Nowego Testamentu.
Textus receptus bronili Daniel Whitby, Franz Anton Knittel i inni. Carl Gottfried Woide wydając faksymile Kodeksu Aleksandryjskiego zastosował wariant ΘΣ i polemizował z Wettsteinem, którego zdaniem oryginalny tekst kodeksu przekazywał wariant ΟΣ. Wariant ΘΣ odrzucali krytycy Textus receptus, tacy jak: Bengel, Griesbach, Lachmann, Tischendorf, Tregelles, Wordsworth.
Westcott i Hort w swoim The New Testament in the Original Greek opowiedzieli się za wariantem potwierdzonym przez starożytne rękopisy. Od tego wydania większość przekładów stosuje wariant „który został objawiony w ciele”.
Dean Burgon w swoim „Revision Revised” poświęca 77 stron obronie wariantu Textus receptus. Wątpi, by Kodeks Aleksandryjski i Efrema wspierały wariant ὅς. Argumentował, że po roku 1770 karta Kodeksu Aleksandryjskiego z rzeczonym wariantem była tak często przeglądana, że wpłynęło to na obniżenie jej czytelności. Powołał się na przekład gruziński, cerkiewnosłowiański oraz Ojców Kościoła stosujących ten wariant.
Scrivener z pewnym wahaniem faworyzował wariant θεός i przyznał, że nie ma odwagi uznać go za wynik błędu korektora. Kodeks Aleksandryjski i Efrema zaliczył do świadków wspierających wariant ὅς, jednak z wahaniem i opatrzył je znakiem zapytania (A*? C*?).
Eberhard Nestle przytoczył przykład wariantu Jz 2,11 z Septuaginty, gdzie zachodzi podobna sytuacja. Kodeks Watykański i Ambrozjański podają wariant κυριος ο θεος υμων ος εν ουρανω ανω, natomiast Kodeks Aleksandryjski przekazuje κυριος ο θεος υμων θεος εν ουρανω ανω.
Wariantu Textus receptus bronią dziś fundamentaliści protestanccy skupieni wokół Burgon Society (Donald A. Waite, Scott Jones) oraz Ruchu „Tylko Król Jakub”. Zarzucają oni, że aparat krytyczny współczesnych wydań greckiego Nowego Testamentu został sfałszowany, że korektor Kodeksu Synajskiego żył nie w XII wieku, lecz w IV wieku, a korekty dokonano jeszcze przed opuszczeniem skryptorium. Fałszerstwa współczesnych krytyków tekstu mają dotyczyć również rękopisów A, C, F, G. Argumentują oni, że wariant Textus receptus jest bardziej poprawny gramatycznie, a wers ten jest jednym z nielicznych tekstów biblijnych wspierających boskość Chrystusa. Inne wersy wspierające boskość Chrystusa robią to pośrednio.